# Nuno Fernandes Torneol
Nuno Fernandes Torneol (fl. XII-XIII secolo) è stato un trovatore di origine sconosciuta. Si sa solo che egli potrebbe essere stato un cavaliere al servizio di un rico-homem della Castiglia.
Si pensa inoltre che si fosse stabilito alla corte del re Alfonso X di León e Castiglia nel XIII secolo.
È riconosciuto come l'autore di ventidue composizioni, tra cui tredici cantigas de amor, estremamente convenzionali, otto cantigas de amigo, di impianto tradizionale e una cantiga de escárnio. Scrisse in portoghese arcaico, anche conosciuto come galiziano-portoghese.
Ai giorni nostri, uno dei suoi testi è stato incluso nella musica Love Song, arrangiata dal gruppo rock brasiliano Legião Urbana.